# Кубок Футбольной лиги 2005/2006
Кубок Карлинг 2005/06 (англ. Carling Cup 2005–06) — 46-й розыгрыш Кубка Футбольной лиги, кубкового турнира в английском футболе для 92 клубов из четырёх высших дивизиов в системе футбольных лиг Англии. Название турнира было определено спонсорским соглашением с пивоваренной компанией Carling brewery.
Турнир начался 22 августа 2005 и завершился 26 февраля 2006 года. Победу в нём одержал «Манчестер Юнайтед», обыгравший в финальном матче «Уиган Атлетик» со счётом 4:0.

## Первый раунд
В первом раунде сыграли 72 клуба из Футбольной лиги (трёх дивизионов ниже Премьер-лиги в системе футбольных лиг Англии с 1992 года). Жеребьёвка пар первого раунда прошла 28 июня 2005 года. Матчи первого раунда прошли с 22 по 24 августа.
| №                                                                                    | Хозяева                 | Счёт1 | Гости                    | Дата матча      |
| ------------------------------------------------------------------------------------ | ----------------------- | ----- | ------------------------ | --------------- |
| 1                                                                                    | Честерфилд              | 2:4   | Хаддерсфилд Таун         | 24 августа 2005 |
| 2                                                                                    | Колчестер Юнайтед       | 0:2   | Кардифф Сити             | 24 августа 2005 |
| 3                                                                                    | Дерби Каунти            | 0:1   | Гримсби Таун             | 24 августа 2005 |
| 4                                                                                    | Рашден энд Даймондс     | 0:3   | Ковентри Сити            | 24 августа 2005 |
| 5                                                                                    | Торки Юнайтед           | 0:0   | Борнмут                  | 24 августа 2005 |
| 0:0 после дополнительного времени; «Борнмут» победил по пенальти со счётом 4:3       |                         |       |                          |                 |
| 6                                                                                    | Блэкпул                 | 2:1   | Халл Сити                | 23 августа 2005 |
| 7                                                                                    | Бристоль Сити           | 2:4   | Барнет                   | 23 августа 2005 |
| 8                                                                                    | Бернли                  | 2:1   | Карлайл Юнайтед          | 23 августа 2005 |
| 9                                                                                    | Бери                    | 0:3   | Лестер Сити              | 23 августа 2005 |
| 10                                                                                   | Кристал Пэлас           | 3:0   | Уолсолл                  | 23 августа 2005 |
| 11                                                                                   | Челтнем Таун            | 5:0   | Брентфорд                | 23 августа 2005 |
| 12                                                                                   | Джиллингем              | 1:0   | Оксфорд Юнайтед          | 23 августа 2005 |
| 13                                                                                   | Хартлпул Юнайтед        | 3:1   | Дарлингтон               | 23 августа 2005 |
| 14                                                                                   | Ипсвич Таун             | 0:2   | Йовил Таун               | 23 августа 2005 |
| 15                                                                                   | Лидс Юнайтед            | 2:0   | Олдем Атлетик            | 23 августа 2005 |
| 16                                                                                   | Лейтон Ориент           | 1:3   | Лутон Таун               | 23 августа 2005 |
| 17                                                                                   | Линкольн Сити           | 5:1   | Кру Александра           | 23 августа 2005 |
| 18                                                                                   | Милтон-Кинс Донс        | 0:1   | Норвич Сити              | 23 августа 2005 |
| 19                                                                                   | Мансфилд Таун           | 1:1   | Сток Сити                | 23 августа 2005 |
| 1:1 после дополнительного времени; «Мансфилд Таун» победил по пенальти со счётом 3:0 |                         |       |                          |                 |
| 20                                                                                   | Миллуолл                | 2:0   | Бристоль Роверс          | 23 августа 2005 |
| 21                                                                                   | Нортгемптон Таун        | 3:0   | Куинз Парк Рейнджерс     | 23 августа 2005 |
| 22                                                                                   | Ноттингем Форест        | 2:3   | Маклсфилд Таун           | 23 августа 2005 |
| 23                                                                                   | Плимут Аргайл           | 2:1   | Питерборо Юнайтед        | 23 августа 2005 |
| 24                                                                                   | Престон Норт Энд        | 1:1   | Барнсли                  | 23 августа 2005 |
| 2:2 после дополнительного времени; «Барнсли» победил по пенальти со счётом 5:4       |                         |       |                          |                 |
| 25                                                                                   | Рединг                  | 3:1   | Суонси Сити              | 23 августа 2005 |
| 26                                                                                   | Рочдейл                 | 0:5   | Брэдфорд Сити            | 23 августа 2005 |
| 27                                                                                   | Ротерем Юнайтед         | 3:1   | Порт Вейл                | 23 августа 2005 |
| 28                                                                                   | Сканторп Юнайтед        | 2:1   | Транмир Роверс           | 23 августа 2005 |
| 29                                                                                   | Шеффилд Юнайтед         | 1:0   | Бостон Юнайтед           | 23 августа 2005 |
| 30                                                                                   | Шрусбери Таун           | 3:2   | Брайтон энд Хоув Альбион | 23 августа 2005 |
| 31                                                                                   | Стокпорт Каунти         | 2:4   | Шеффилд Уэнсдей          | 23 августа 2005 |
| 32                                                                                   | Суиндон Таун            | 1:3   | Уиком Уондерерс          | 23 августа 2005 |
| 33                                                                                   | Уотфорд                 | 3:1   | Ноттс Каунти             | 23 августа 2005 |
| 34                                                                                   | Вулверхэмптон Уондерерс | 5:1   | Честер Сити              | 23 августа 2005 |
| 35                                                                                   | Рексем                  | 0:1   | Донкастер Роверс         | 23 августа 2005 |
| 36                                                                                   | Саутенд Юнайтед         | 0:3   | Саутгемптон              | 22 августа 2005 |

## Второй раунд
Во втором раунде сыграли 36 победителей первого раунда и 12 клубов Премьер-лиги, не принимавших участия в еврокубках. Жеребьёвка второго раунда прошла 27 августа 2005 года. Матчи второго раунда прошли 20 и 21 сентября.
| №                                                                                       | Хозяева              | Счёт1 | Гости                   | Дата матча       |
| --------------------------------------------------------------------------------------- | -------------------- | ----- | ----------------------- | ---------------- |
| 1                                                                                       | Блэкберн Роверс      | 3:1   | Хаддерсфилд Таун        | 21 сентября 2005 |
| 2                                                                                       | Донкастер Роверс     | 1:1   | Манчестер Сити          | 21 сентября 2005 |
| 1:1 после дополнительного времени; «Донкастер Роверс» победил по пенальти со счётом 3:0 |                      |       |                         |                  |
| 3                                                                                       | Фулхэм               | 5:4   | Линкольн Сити           | 21 сентября 2005 |
| 4                                                                                       | Барнет               | 2:1   | Плимут Аргайл           | 20 сентября 2005 |
| 5                                                                                       | Бернли               | 3:0   | Барнсли                 | 20 сентября 2005 |
| 6                                                                                       | Кристал Пэлас        | 1:0   | Ковентри Сити           | 20 сентября 2005 |
| 7                                                                                       | Кардифф Сити         | 2:1   | Маклсфилд Таун          | 20 сентября 2005 |
| 8                                                                                       | Чарльтон Атлетик     | 3:1   | Хартлпул Юнайтед        | 20 сентября 2005 |
| 9                                                                                       | Джиллингем           | 3:2   | Портсмут                | 20 сентября 2005 |
| 10                                                                                      | Гримсби Таун         | 1:0   | Тоттенхэм Хотспур       | 20 сентября 2005 |
| 11                                                                                      | Лестер Сити          | 2:1   | Блэкпул                 | 20 сентября 2005 |
| 12                                                                                      | Мансфилд Таун        | 1:0   | Саутгемптон             | 20 сентября 2005 |
| 13                                                                                      | Норвич Сити          | 2:0   | Нортгемптон Таун        | 20 сентября 2005 |
| 14                                                                                      | Рединг               | 1:0   | Лутон Таун              | 20 сентября 2005 |
| 15                                                                                      | Ротерем Юнайтед      | 0:2   | Лидс Юнайтед            | 20 сентября 2005 |
| 16                                                                                      | Сканторп Юнайтед     | 0:2   | Бирмингем Сити          | 20 сентября 2005 |
| 17                                                                                      | Шеффилд Уэнсдей      | 2:4   | Вест Хэм Юнайтед        | 20 сентября 2005 |
| 18                                                                                      | Шрусбери Таун        | 0:0   | Шеффилд Юнайтед         | 20 сентября 2005 |
| 0:0 после дополнительного времени; «Шеффилд Юнайтед» победил по пенальти со счётом 4:3  |                      |       |                         |                  |
| 19                                                                                      | Сандерленд           | 1:0   | Челтнем Таун            | 20 сентября 2005 |
| 20                                                                                      | Уотфорд              | 2:1   | Вулверхэмптон Уондерерс | 20 сентября 2005 |
| 21                                                                                      | Вест Бромвич Альбион | 4:1   | Брэдфорд Сити           | 20 сентября 2005 |
| 22                                                                                      | Уиган Атлетик        | 1:0   | Борнмут                 | 20 сентября 2005 |
| 23                                                                                      | Уиком Уондерерс      | 3:8   | Астон Вилла             | 20 сентября 2005 |
| 24                                                                                      | Йовил Таун           | 1:2   | Миллуолл                | 20 сентября 2005 |

## Третий раунд
В третьем раунде сыграли 24 победителя второго раунда, а также восемь клубов Премьер-лиги, принимавших участия в еврокубках сезона 2005/06. Жеребьёвка третьего раунда состоялась 24 сентября 2005 года. Матчи третьего раунда прошли 25 и 26 октября.
| №                                                                                       | Хозяева           | Счёт1 | Гости                | Дата матча      |
| --------------------------------------------------------------------------------------- | ----------------- | ----- | -------------------- | --------------- |
| 1                                                                                       | Бирмингем Сити    | 2:1   | Норвич Сити          | 26 октября 2005 |
| 2                                                                                       | Болтон Уондерерс  | 1:0   | Вест Хэм Юнайтед     | 26 октября 2005 |
| 3                                                                                       | Кардифф Сити      | 0:1   | Лестер Сити          | 26 октября 2005 |
| 4                                                                                       | Челси             | 1:1   | Чарльтон Атлетик     | 26 октября 2005 |
| 1:1 после дополнительного времени; «Чарльтон Атлетик» победил по пенальти со счётом 5:4 |                   |       |                      |                 |
| 5                                                                                       | Эвертон           | 0:1   | Мидлсбро             | 26 октября 2005 |
| 6                                                                                       | Гримсби Таун      | 0:1   | Ньюкасл Юнайтед      | 26 октября 2005 |
| 7                                                                                       | Манчестер Юнайтед | 4:1   | Барнет               | 26 октября 2005 |
| 8                                                                                       | Астон Вилла       | 1:0   | Бернли               | 25 октября 2005 |
| 9                                                                                       | Блэкберн Роверс   | 3:0   | Лидс Юнайтед         | 25 октября 2005 |
| 10                                                                                      | Кристал Пэлас     | 2:1   | Ливерпуль            | 25 октября 2005 |
| 11                                                                                      | Донкастер Роверс  | 2:0   | Джиллингем           | 25 октября 2005 |
| 12                                                                                      | Фулхэм            | 2:3   | Вест Бромвич Альбион | 25 октября 2005 |
| 13                                                                                      | Мансфилд Таун     | 2:3   | Миллуолл             | 25 октября 2005 |
| 14                                                                                      | Рединг            | 2:0   | Шеффилд Юнайтед      | 25 октября 2005 |
| 15                                                                                      | Сандерленд        | 0:3   | Арсенал              | 25 октября 2005 |
| 16                                                                                      | Уиган Атлетик     | 3:0   | Уотфорд              | 25 октября 2005 |

## Четвёртый раунд
Жеребьёвка четвёртого раунда состоялась 29 октября 2005 года. Восемь матчей четвёртого раунда прошли 29 и 30 ноября. Сенсацией раунда стала победа «Донкастер Роверс», игравшего в третьем дивизионе, над клубом «Астон Вилла» из высшего дивизиона со счётом 3:0.
| Болтон Уондерерс            | 2:1 (доп. вр.) | Лестер Сити  |
| --------------------------- | -------------- | ------------ |
| Борхетти 104′ · Ваш Те 106′ |                | Уильямс 110′ |

| Чарльтон Атлетик        | 2:3 | Блэкберн Роверс                     |
| ----------------------- | --- | ----------------------------------- |
| Эмброуз 37′ · Мерфи 50′ |     | Кучи 75′ · Томпсон 81′ · Бентли 88′ |

| Манчестер Юнайтед                       | 3:1 | Вест Бромвич Альбион |
| --------------------------------------- | --- | -------------------- |
| Роналду 12′ (пен.) · Саа 16′ · О’Ши 56′ |     | Эллингтон 77′        |

| Мидлсбро               | 2:1 | Кристал Пэлас    |
| ---------------------- | --- | ---------------- |
| Видука 52′ · Немет 55′ |     | Кедрю 31′ (авт.) |

| Уиган Атлетик       | 1:0 | Ньюкасл Юнайтед |
| ------------------- | --- | --------------- |
| Коннолли 88′ (пен.) |     |                 |

| Арсенал                                | 3:0 | Рединг |
| -------------------------------------- | --- | ------ |
| Рейес 12′ · ван Перси 42′ · Луполи 65′ |     |        |

| Донкастер Роверс                                 | 3:0 | Астон Вилла |
| ------------------------------------------------ | --- | ----------- |
| Макинду 20′ (пен.) · Хеффернан 53′ · Торнтон 79′ |     |             |

| Миллуолл                | 2:2 (доп. вр.) 3:4 пен. | Бирмингем Сити        |
| ----------------------- | ----------------------- | --------------------- |
| Данн 57′ · Эллиотт 116′ |                         | Грей 10′ · Хески 102′ |

## Четвертьфиналы
| Донкастер Роверс       | 2:2 (доп. вр.) 1:3 пен. | Арсенал                               |
| ---------------------- | ----------------------- | ------------------------------------- |
| Макинду 2′ · Грин 104′ |                         | Овусу-Абейе 63′ · Жилберту Силва 120′ |

| Мидлсбро | 0:1 | Блэкберн Роверс |
| -------- | --- | --------------- |
|          |     | Дикав 90′       |

| Бирмингем Сити | 1:3 | Манчестер Юнайтед      |
| -------------- | --- | ---------------------- |
| Ярошик 75′     |     | Саа 46′, 63′ · Пак 50′ |

| Уиган Атлетик   | 2:0 | Болтон Уондерерс |
| --------------- | --- | ---------------- |
| Робертс 40′ 45′ |     |                  |

## Полуфиналы
Жеребьёвка полуфинальных пар прошла 21 декабря 2005 года. Полуфиналы состояли из двух раундов, каждая команда проводила один матч дома и один — на выезде. Первые матчи прошли 10 и 11 января, ответные — 24 и 25 января 2006 года.

### Первые матчи
| Уиган Атлетик | 1:0     | Арсенал |
| ------------- | ------- | ------- |
| Шарнер 78′    | (отчёт) |         |

| Блэкберн Роверс | 1:1     | Манчестер Юнайтед |
| --------------- | ------- | ----------------- |
| Педерсен 35′    | (отчёт) | Саа 30′           |

### Ответные матчи
| Арсенал                   | 2:1 (доп. вр.) | Уиган Атлетик |
| ------------------------- | -------------- | ------------- |
| Анри 65′ · ван Перси 108′ | (отчёт)        | Робертс 119′  |

По сумме двух матчей зафиксирована ничья 2:2. «Уиган Атлетик» прошёл в финал по правилу гола, забитого на выезде.
| Манчестер Юнайтед          | 2:1     | Блэкберн Роверс |
| -------------------------- | ------- | --------------- |
| ван Нистелрой 8′ · Саа 51′ | (отчёт) | С. Рид 32′      |

«Манчестер Юнайтед» выиграл со счётом 3:2 по сумме двух матчей.

## Финал
Финал Кубка Карлинг сезона 2005/06 прошёл 26 февраля 2006 года на стадионе «Миллениум» в Кардиффе, Уэльс. В нём встретились клубы Премьер-лиги «Уиган Атлетик» и «Манчестер Юнайтед». Победу со счётом 4:0 одержал «Манчестер Юнайтед».
| Манчестер Юнайтед                    | 4:0     | Уиган Атлетик |
| ------------------------------------ | ------- | ------------- |
| Руни 33′ 61′ · Саа 55′ · Роналду 59′ | (отчёт) |               |